# Bàndicut gegant
El bàndicut gegant (Peroryctes broadbenti) és una espècie de bàndicut endèmica de Papua Nova Guinea. El seu hàbitat natural són els boscos secs tropicals o subtropicals.